# Miguel de Castro Gutiérrez
Miguel de Castro Gutiérrez (Iznájar, 1889-Madrid, 1977) fue un escritor y periodista español.

## Biografía
Nacido en 1889 en la localidad cordobesa de Iznájar, fue poeta y periodista. Entre sus publicaciones se encontraron títulos como Trovas del juglar (poesías, Guadalajara, 1909), Cancionero de Calatea (poemas, París, 1913), Los mejores poetas contemporáneos (antología, con el seudónimo «Pedro Crespo», Madrid, 1914) y La Alondra del barbecho (geórgicas, 1915). Falleció en 1977, el día 26 de marzo, en Madrid. Fue hermano del escritor Cristóbal de Castro, más conocido.